# Anthemideae
Anthemideae — триба рослин з родини айстрових. Триба містить приблизно 111 родів і приблизно 1800 видів, поширених по всьому світу з концентрацією в Центральній Азії, Середземноморському басейні та на півдні Африки. У Європі й Середземномор'ї наявні такі роди Anthemideae (українські назви — Кобів):
1. Aaronsohnia(інші мови) Warb. & Eig
2. деревій Achillea L.
3. німецька ромашка Anacyclus L.
4. роман Anthemis L.
5. Archanthemis(інші мови) Lo Presti & Oberpr.
6. Arctanthemum(інші мови) Tzvelev
7. срібноцвіт Argyranthemum Sch.Bip.
8. полин Artemisia L.
9. Athanasia(інші мови) L.
10. Brocchia(інші мови) Vis.
11. Castrilanthemum(інші мови) Vogt & Oberpr.
12. римський роман Chamaemelum Mill.
13. Chlamydophora(інші мови) Less.
14. хризантема Chrysanthemum L.
15. Chrysanthoglossum(інші мови) B.H.Wilcox, K.Bremer & Humphries
16. Cladanthus(інші мови) Cass.
17. Coleostephus(інші мови) Cass.
18. Cota J.Gay
19. Cotula(інші мови) L.
20. Daveaua(інші мови) Mariz
21. Endopappus(інші мови) Sch.Bip.
22. Eriocephalus(інші мови) L.
23. Glebionis Cass.
24. Glossopappus(інші мови) Kunze
25. Gonospermum(інші мови) Less.
26. Heliocauta(інші мови) Humphries
27. Heteranthemis(інші мови) Schott
28. Heteromera(інші мови) Pomel
29. Hymenostemma(інші мови) Willk.
30. Ismelia(інші мови) Cass.
31. Lasiospermum(інші мови) Lag.
32. Lepidophorum(інші мови) DC.
33. Leptinella(інші мови) Cass.
34. короличка(інші мови) Leucanthemella(інші мови) Tzvelev
35. марунниця Leucanthemopsis (Giroux) Heywood
36. королиця Leucanthemum Mill.
37. Lonas(інші мови) Adans.
38. польова ромашка Matricaria L.
39. Mauranthemum(інші мови) Vogt & Oberpr.
40. Mecomischus(інші мови) Benth. & Hook.f.
41. Nananthea DC.
42. Nivellea(інші мови) B.H.Wilcox, K.Bremer & Humphries
43. Oncosiphon(інші мови) Källersjö
44. Otospermum(інші мови) Willk.
45. Pentzia(інші мови) Thunb.
46. Phalacrocarpum(інші мови) (DC.) Willk.
47. Plagius(інші мови) DC.
48. Prolongoa(інші мови) Boiss.
49. Rhetinolepis(інші мови) Coss.
50. Rhodanthemum(інші мови) B.H.Wilcox, K.Bremer & Humphries
51. сантоліна(інші мови) Santolina(інші мови) L.
52. Soliva(інші мови) Ruiz & Pav.
53. пижмо Tanacetum L.
54. Tripleurospermum Sch.Bip.
55. Vogtia(інші мови) Oberpr. & Sonboli